# Ильинское (Кольчугинский район)
Ильинское — село в Кольчугинском районе Владимирской области России, входит в состав Ильинского сельского поселения.

## География
Село расположено на берегу реки Пекша (приток Клязьмы) в 6 км на запад от центра поселения посёлка Большевик, в 12 км на север от райцентра города Кольчугино.

## История
В начале XVII столетия село принадлежало Юрию Стромилову, а после его смерти перешло к зятю Ивану Юрьевичу Нелединскому; вотчиной фамилии Нелединских Ильинское оставалось до конца XVII века. Церковь в селе издавна была в честь святого пророка Илии, упоминается в книгах патриаршего казенного приказа под 1628 годом и в отказных патриарших книгах 1645-1647 годов. Время построения каменной двухэтажной церкви неизвестно; колокольня и ограда были тоже каменные. Престолов в церкви было шесть: в нижнем теплом этаже: в честь святого пророка Илии и придельные — в честь Казанской Божьей Матери и Святителя и Чудотворца Николая; в верхнем холодном этаже: в честь Входа Господня в Иерусалим и придельные — в честь Покрова Пресвятой Богородицы и во имя святой великомученицы Варвары. В 1896 году приход: село и деревни: Братцево, Новое, Обухово, Павловка и сельцо Софьино. Всех дворов в приходе 241, душ мужского пола 728, женского пола — 832. С 1893 года в селе была открыта церковно-приходская школа
В третьей четверти XVIII века здесь была возведена крупная усадьба Стромиловых в стиле позднего барокко с каменным двухэтажным домом и большим регулярным парком в виде продолговатого прямоугольника, рассеченного геометрически - симметричными аллеями на партеры или иные фигурные насаждения.
В годы Советской власти Ильинская церковь была полностью разрушена.  
В конце XIX — начале XX века село являлось центром Давыдовской волости Юрьевского уезда, с 1924 года — в Кольчугинской волости Александровского уезда. 
С 1929 года село входило в состав Давыдовского сельсовета в составе Кольчугинского района, с 1954 года — центр Ильинского сельсовета, с 2005 года — в составе Ильинского сельского поселения.

## Население
| 1859 | 1897 | 1905 | 2002 | 2010 | 2021 |
| ---- | ---- | ---- | ---- | ---- | ---- |
| 690  | ↘605 | ↗656 | ↘193 | ↘182 | ↘143 |

## Инфраструктура
В селе расположены клуб, фельдшерско-акушерский пункт, отделение почтовой связи. 

## Достопримечательности
В селе находятся развалины усадьбы Ильиных-Стромиловых XVIII-XIX веков.